# Milwaukee Bucks 1989-1990
La stagione 1989-90 dei Milwaukee Bucks fu la 22ª nella NBA per la franchigia.
I Milwaukee Bucks arrivarono terzi nella Central Division della Eastern Conference con un record di 44-38. Nei play-off persero al primo turno con i Chicago Bulls (3-1).

## Roster
| N° | Naz.                       | Ruolo | Sportivo          | Anno | Alt. | Peso |
| -- | -------------------------- | ----- | ----------------- | ---- | ---- | ---- |
| 8  | Stati Uniti (bandiera)     | A     | Frank Kornet      | 1967 | 206  | 102  |
| 10 | Stati Uniti (bandiera)     | G     | Mike Dunleavy     | 1954 | 191  | 82   |
| 10 | Stati Uniti (bandiera)     | G     | Gerald Henderson  | 1956 | 188  | 79   |
| 12 | Stati Uniti (bandiera)     | G     | Jerry Sichting    | 1956 | 185  | 76   |
| 20 | Stati Uniti (bandiera)     | GA    | Jeff Grayer       | 1965 | 196  | 91   |
| 21 | Stati Uniti (bandiera)     | G     | Alvin Robertson   | 1962 | 191  | 84   |
| 22 | Stati Uniti (bandiera)     | GA    | Ricky Pierce      | 1959 | 193  | 93   |
| 24 | Stati Uniti (bandiera)     | G     | Jay Humphries     | 1962 | 191  | 84   |
| 25 | Stati Uniti (bandiera)     | GA    | Paul Pressey      | 1958 | 196  | 84   |
| 31 | Stati Uniti (bandiera)     | AC    | Fred Roberts      | 1960 | 208  | 99   |
| 34 | Stati Uniti (bandiera)     | AC    | Cadillac Anderson | 1964 | 208  | 104  |
| 35 | Stati Uniti (bandiera)     | A     | Tony Brown        | 1960 | 198  | 84   |
| 42 | Stati Uniti (bandiera)     | AC    | Larry Krystkowiak | 1964 | 206  | 100  |
| 43 | Stati Uniti (bandiera)     | AC    | Jack Sikma        | 1955 | 211  | 104  |
| 44 | Stati Uniti (bandiera)     | A     | Ben Coleman       | 1961 | 206  | 107  |
| 44 | Stati Uniti (bandiera)     | AC    | Brad Lohaus       | 1964 | 211  | 104  |
| 45 | Stati Uniti (bandiera)     | C     | Randy Breuer      | 1960 | 221  | 104  |
| 50 | Rep. Dominicana (bandiera) | C     | Tito Horford      | 1966 | 216  | 111  |

## Staff tecnico
- Allenatore: Del Harris
- Vice-allenatori: Frank Hamblen, Mack Calvin, Mike Dunleavy